# Antoine de Chézy
Antoine de Chézy (1 de setembro de 1718 — 5 de outubro de 1798) foi um engenheiro hidráulico francês.
É conhecido pela fórmula de Chézy, relativa à velocidade de fluxos em tubulações. Morreu em 1798 após ser diretor da École Nationale des Ponts et Chaussées menos de 1 ano. Pai do orientalista Antoine-Léonard de Chézy.